# Йовіан
Божественний Йовіан (лат. Flavius Jovianus, грец. Ἰοβιανός) , *331 Сінгідунум (сьогодні Белград) — †17 лютого 364, Дадастана (сьогодні Туреччина) — імператор Римської імперії з 363 по 364 роки.

## Походження
Йовіан народився 331 року у Сінгідунумі (сьогодні — Белград). Його батько Варроніан був командиром військового корпусу (комітом доместиків) і виховав сина у християнській вірі. Йовіан, як і його батько, почав військову кар'єру у тому ж корпусі, та у 363 при Юліані теж обіймає посаду comes domesticorum. Під час походу проти Сассанідів, 26 червня 363 року загинув імператор Юліан і того ж дня Йовіана вибрано військами новим імператором. Йовіан сприяє перевезенню тіла Юліана до Константинополя.

## Правління
Правління Йовіана було коротким — одну зиму між 363 та 364 роками. Оскільки він був християнином, він припинив антихристиянську політику попередника і у 363 році уклав мир з Державою Сасанідів. Мир був тяжким для Риму. Перси забрали під свій вплив 5 провінцій з другої сторони Тигру та Вірменію. 
Перебуваючи в Антіохії, Йовіан широко проводить внутрішні реформи, підтримує християнський рух, дозволяє християнам вчителювати, скасовує деякі едикти попередників. Одночасно було дозволено й інші релігії, окрім чаклування та пророцтв.
У Галлії в той час вибухнуло проти нього повстання, яке, однак, успішно було придушене, і він був визнаний також і там новим імператором. 1 січня 364 року Йовіан в Анкірі зустрівся зі своїм сином Варроніаном вже як консулом.
Йовіан далі направляється у Константинополь. Однак дорогою 17 лютого 364 року раптово помирає. Його знайдено мертвим у ліжку, без слідів насильства.
Похоронений він у Константинополі в імператорському мавзолеї. Валентиніан I, до цього невідомий офіцер охорони, став наступником трону.